# 1408

## Esdeveniments
Països Catalans
Resta del món

## Naixements
Països Catalans
Resta del món

## Necrològiques
Països catalans
- Balaguer: Pere II d'Urgell, comte d'Urgell i vescomte d'Àger, pare de Jaume II d'Urgell, futur perdedor del compromís de Casp.
- València: Pere Nicolau, pintor.

Resta del món
- 31 de maig - Japó: Ashikaga Yoshimitsu, dinovè shogun.